# 龐托里亞 (明尼蘇達州)
龐托里亞（英語：Pontoria）是位於美國明尼蘇達州卡斯縣龐托萊克鎮區的一個非建制地區。

## 地理
龐托里亞所處的海拔為高於海平面410米（即1345英呎），而該地所採用的時區為UTC-6，即北美中部時區（CST）。同時該地設有夏令時間，為UTC-6調快一小時，即UTC-5（CDT）。